# گریگوری ایوانوویچ روسولیمو
گریگوری ایوانوویچ روسولیمو (روسی: Григо́рий Ива́нович Россоли́мо؛ ‏ ۱۷ دسامبر ۱۸۶۰ – ۲۹ سپتامبر ۱۹۲۸) متخصص اعصاب یونانی‌تبار اهل امپراتوری روسیه بود. وی در سال ۱۸۸۴ از دانشگاه دولتی مسکو فارغ‌التحصیل شد. وی مدتی به روان‌شناسی رشد کودک پرداخت و سپس استاد و رئیس دپارتمان آسیب‌شناسی عصبی شد و در آنجا دپارتمان عصب‌روان‌شناسی کودکان را راه اندازی کرد. وی بابت پژوهش‌هایش در زمینهٔ روان‌شناسی تجربی و از جمله توسعهٔ جرم‌شناسی بالینی شناخته می‌شود. رفلکس روسولیمو به افتخار او نام‌گذاری شده است. میخائیل بولگاکف در رمان تخم‌مرغ‌های شوم به نام این پزشک اشاره کرده است.